# Blob, zabójca z kosmosu
Blob, zabójca z kosmosu (ang. The Blob) – amerykański horror fantastycznonaukowy z 1958 roku w reżyserii Irvina S. Yeawortha Jr.
Film nie odniósł wielkiego sukcesu do momentu, w którym grający główną rolę Steve McQueen został gwiazdą serialu Wanted Dead or Alive (1958–1961). Za jego sprawą The Blob powrócił do kin samochodowych w całej Ameryce, a sam tytuł szybko stał się synonimem kiczu, za sprawą bardzo amatorskich efektów specjalnych.
W 1988 roku doczekał się remaku w postaci filmu Plazma.

## Fabuła
Nastolatkowie Steve Andrews (Steve McQueen) i jego dziewczyna Jane Martin (Aneta Corsaut) spędzają czas na parkingu obserwując spadającą gwiazdę. Postanawiają pojechać i poszukać jej. Nieopodal starzec (Olin Howland) słyszy uderzenie meteoru koło jego domu i dźga go kijem. Skała pęka pokazując małą galaretowatą maź. Ożywa ona i wpełzając po patyku przysysa się do dłoni staruszka. Biegnąc w panice przed siebie natrafia on na nastolatków, którzy postanawiają zabrać go do pobliskiego lekarza.

## Obsada
- Steve McQueen – Steve
- Aneta Corsaut – Judy
- Earl Rowe – por. Dave
- Stephen Chase – dr T. Hallen
- Robert Fields – Tony Gressette
- James Bonnet – „Mooch” Miller
- Anthony Franke – Al
- John Benson – sierż. Jim Bert
- George Karas – oficer Ritchie
- Olin Howland – starzec znajdujący maź